# Odilone di Cluny
Odilone di Cluny (Mercoeur, 961 – Souvigny, 1049) fu il quinto abate di Cluny ricoprendo questa carica dal 994 fino al 1049. Odilone fu proclamato santo dalla Chiesa cattolica e la sua Memoria liturgica ricorre il 1º gennaio.

## Biografia
Odilone discendeva da una famiglia nobile e molto numerosa, originaria della regione francese dell'Alvernia. Nel 991 entrò nell'abbazia di Cluny, dove in breve tempo divenne coaudiatore dell'abate Maiolo nel maggio del 993, al quale succedette, dopo un'elezione canonica, l'11 maggio dell'anno successivo. Nel corso della sua vita l'abate conobbe diversi e importanti sovrani dell'epoca come i sovrani salici Corrado II ed Enrico III, i re di Francia, Ungheria, Navarra e León. Durante una visita presso la casa imperiale di Sassonia fece le conoscenze dell'imperatrice Adelaide e dell'imperatore Ottone III.

## Attività
Odilone ha prodotto la riforma cluniacense al vertice dell'ordine benedettino e alla sua morte sessantotto monasteri avevano aderito all'Associazione di Cluny. Per questo l'imperatore stesso Ottone III lo invitò a Roma nell'abbazia di San Paolo fuori le mura per organizzare con severità la disciplina monastica e le celebrazioni liturgiche, nel modo in cui avveniva in Borgogna nella sua abbazia.

## Regola della nuova riforma
Il credo di Odilone era in questa semplice frase: «Avere fede in Dio». Egli nel regolamentare l'ordine benedettino, di cui faceva parte, decise di lasciare una certa autonomia ai vari priorati, ma di mantenere l'autorità papale. È importante ricordare che lui fu il primo a creare un vero collegamento tra le diverse abbazie. Fu un uomo profondamente ascetico e dedito alla preghiera e dopo la sua morte fu fatto santo.
Nel 998 dispose che in tutti i monasteri cluniacensi il 2 novembre, dopo i vespri di Tutti i Santi, si celebrasse la memoria dei defunti e si pregasse per loro. Successivamente questa pratica si estese a tutta la Chiesa occidentale, costituendo per quella data la Commemorazione di tutti i fedeli defunti.
Egli morì da solo, probabilmente, nella notte del capodanno del 1049. Gli succedette Ugo di Cluny.
Le sue biografie essenziali furono scritte dal suo allievo Iotsaldus e da Pier Damiani.